# Taounchits
Taounchits est un stratovolcan du Kamtchatka, en Russie. Il s'élève à 2 353 mètres d'altitude à l'ouest de l'Ouzon.